# Lau Veldt
Laurens "Lau" Veldt (Amsterdam, 18 juni 1953) is een Nederlands voormalig baanwielrenner. Hij won tussen 1974 en 1980 15 nationale titels en werd in 1978 derde op het wereldkampioenschap tandem, samen met Sjaak Pieters.
Veldt was gespecialiseerd in sprinten. Hij werd zesmaal Nederlands kampioen sprint bij de amateurs ( tussen 1974 en 1980) en achtmaal op de tandemsprint (1974 tot 1981). Tot slot werd hij eenmaal kampioen op de 1 kilometer (1977).
Lau Veldt deed namens Nederland mee aan de Olympische Spelen van 1980 in Moskou op het onderdeel sprint. Hij wist tot de achtste finales te reiken, waar hij werd uitgeschakeld. Ook in de herkansingswedstrijd wist hij niet te winnen. Uiteindelijk werd hij negende.
Veldt is de vader van baanwielrenner Tim Veldt.

## Overwinningen
1974
- Nederlands kampioen sprint, Amateurs
- Nederlands kampioen tandemsprint, Amateurs (met Rinus Langkruis)

1975
- Nederlands kampioen tandemsprint, Amateurs (met Ben Ten Tije)

1976
- Nederlands kampioen tandemsprint, Amateurs (met Rinus Langkruis)
- Nederlands kampioen sprint individueel, Amateurs

1977
- Nederlands kampioen 1 kilometer, Amateurs
- Nederlands kampioen tandemsprint, Amateurs (met Sjaak Pieters)
- Nederlands kampioen sprint individueel, Amateurs

1978
- Nederlands kampioen sprint, Amateurs
- Nederlands kampioen tandemsprint, Amateurs (met Sjaak Pieters)
- Wereldkampioenschap tandemsprint brons (met Sjaak Pieters)

1979
- Nederlands kampioen sprint individueel, Amateurs
- Nederlands kampioen tandemsprint, Amateurs (met John Zeijderveld)

1980
- Nederlands kampioen sprint individueel, Amateurs
- Nederlands kampioen tandemsprint, Amateurs (met Ton Vrolijk)
- Deelnemer olympische spelen van Moskou 9e

1981
- Nederlands kampioen tandemsprint, Amateurs (met Ton Vrolijk)

Algemeen
- Winnaar Grote Prijs(Wereldbekerwedstrijd) van Londen, Kopenhagen, Aarhus, Milaan, Hannover, Amsterdam.